# Gillette
Gillette (транскр.  Џилет) је бренд бријача и других производа за личну негу у власништву мултинационалне корпорације Procter & Gamble.